# Anolis fugitivus
Anolis fugitivus är en ödleart som beskrevs av  Garrido 1975. Anolis fugitivus ingår i släktet anolisar, och familjen Polychrotidae. Inga underarter finns listade i Catalogue of Life.
Denna ödla förekommer på östra Kuba i provinserna Holguín och Guantánamo. Den lever i låglandet och i kulliga regioner upp till 705 meter över havet.   Ödlan vistas i regnskogar i den låga växtligheten som domineras av växter från släktet  Arthrostylidium. Arten söker närheten av vattendrag och den uthärdar lite landskapsförändringar.
Beståndet påverkas i viss mån av skogens omvandling till jordbruks- och betesmarker. Även gruvdrift sker i regionen. Stora delar av utbredningsområdet ingår i en skyddszon. Alla revir tillsammans är ungefär 1250 km² stora. IUCN listar Anolis fugitivus som nära hotad (NT).